# Aarón Hernán
Aarón Hernán (Ciudad Camargo, Chihuahua, 1930. november 20. – Santa Rosalía de Camargo, 2020. április 26.) mexikói színész.

## Élete és pályafutása
Aarón Hernández Rodríguez néven született 1930. november 20-án Ciudad Camargóban. Felesége Edith Sánchez. Két gyermekük van. 1998-ban szerepelt A vipera című sorozatban. 2005-ben a Barrera de amorban játszott. 2009-ben a Kettős játszma című telenovellában Porfirio szerepét játszotta.

## Filmográfia

### Telenovellák
- La sombra del pasado (2014) Padre Sixto
- De que te quiero, te quiero (2013-2014) Don Vicente Cáceres
- Menekülés a szerelembe (Un refugio para el amor) (2012) Bíró
- Llena de amor (2010-2011) Don Máximo Ruiz y de Teresa
- Kettős játszma (Sortilegio) (2009) Don Porfirio Betancourt
- Tormenta en el Paraíso (2007-2008) Padre Augusto
- Amor sin maquillaje (2007)
- Código Postal (2006-2007) Don Guillermo De Alba
- Alborada (2005-2006) Regidor Don Anselmo Iturbe y Pedroza
- Barrera de amor (2005-2006) José Maldonado
- Corazones al límite (2004) Arthur
- Amarte es mi pecado (2004) Joaquín Arcadio
- Hajrá skacok (¡Vivan los niños!) (2002-2003) Notario Sotomayor
- Salomé (2001-2002) Arturo Montesino
- Rayito de luz (2000-2001) Padre Constantino
- Julieta (Laberintos de pasión) (1999-2000) Lauro Sánchez
- A vipera (La mentira) (1998) Padre Pablo Williams
- Desencuentro (1997-1998) Matías
- Huracán (1997-1998) Don Leonardo Robles
- Pueblo chico, infierno grande (1997) Don Felipe Tovar
- Sentimientos ajenos (1996-1997) Andrés Barrientos
- La antorcha encendida (1996) Julián de Ibarne kanonok
- Marisol (1996) Don Alonso Garcés del Valle
- Imperio de cristal (1994-1995) Bernal Estrada
- El vuelo del águila (1994-1995) Bernardo Reyes
- Clarisa (1993) Dr. Héctor Brenes
- La fuerza del amor (1990-1991) Rómulo
- Senda de gloria (1987) Pascual Ortiz Rubio
- Te amo (1984) Matías
- El amor nunca muere (1982) Teodoro
- Leona Vicario (1982) Don Agustín Pomposo
- Al rojo vivo (1980-1981) Julio Segovia
- Pasiones encendidas (1978) Luis / Luciano
- Pacto de amor (1977)
- Paloma (1975) Gustavo Romero
- Ven conmigo (1975) Carlos
- La tierra (1974/5) Nacho
- Extraño en su pueblo (1973) Dr. Clarke
- Mi rival (1973) Anselmo
- El carruaje (1972) Sebastián Lerdo de Tejada
- Muchacha italiana viene a casarse (1971) Patricio de Castro
- La Constitución (1970) Antonio Díaz Soto y Gama
- La cruz de Marisa Cruces (1970)
- No creo en los hombres (1969)
- Puente de amor (1969)
- Más allá de la muerte (1969)
- Pasión gitana (1968)
- La tormenta (1967) Armando
- El juicio de nuestros hijos (1967)
- Dicha robada (1967) Javier
- El patio de Tlaquepaque (1966)
- Cristina Guzmán (1966)
- Amor y orgullo (1966)
- La mentira (1965)
- El refugio (1965)
- El abismo (1965)

### Sorozatok
- Adictos (2009)
- Los simuladores (2009) el Abuelo
- Mujeres asesinas (2008) Ángel
- Vecinos (2007) Licenciado
- Cosas de Casados (1986) Aarón

### Filmek
- Atentado (2010).... Ministro de Justicia
- No eres tu, soy yo (2009)....Horacio
- El Redentor (2004)... El Comisario
- Mariana, Mariana (1987).... Papá de Carlos
- 4 hembras y un macho menos (1979)
- Bandera rota (1978)
- La leyenda de Rodrígo (1977)
- Llovizna (1977)
- Nuevo Mundo (1976)
- Coronación (1976)....Carlos
- Renuncia por motivos de salud (1976).... Ministro Pascual Tamayo
- Presagio (1975)
- Apolinar (1972)
- Trampa para un cadáver (1969)
- La trinchera (1968)
- El planeta de las mujeres invasoras (1967)
- Una Horca para el Texano (1967)
- Arrullo de Dios (1966).
- El indomable (1966)
- El secreto del texano (1966)
- Si quiero (1965)
- Viento negro (1965)
- Cri Cri el grillito cantor (1963)
- La risa de la ciudad (1963)